# Composizione con blu e giallo
Composition with Blue and Yellow è un dipinto del pittore olandese Piet Mondrian.
Si tratta di un olio su tela di 41,6x33,3 cm. dipinto nel 1932 e conservato presso il Philadelphia Museum of Art di Filadelfia.

## Descrizione e stile
L’artista dipinse quest’opera durante la fase dei primi anni '30 nella ricerca di un nuovo equilibrio all’interno del suo stile neoplastico in cui, dal 1920, aveva eliminato ogni riferimento alla natura. Applicò la sua attenzione alle relazioni tra un numero ridotto di elementi strutturali: linee orizzontali e verticali di diverse lunghezze e spessori e piani rettangolari di colorati (ma limitati ai colori primari rosso, giallo e blu) contrapposti a piani di ciò che Mondrian definiva "non colore" (bianco, grigio e nero). In quest'opera, le linee divisorie attraversano l'intera composizione nella sezione in alto a destra, e una barra nera più corta e più larga divide il margine verticale destro. La griglia crea così cinque piani (due in colore e tre in bianco) bilanciando le forme senza mai ripeterle assiem alle dimensioni e proporzioni.